# Радужни (Владимирска област)
Радужни (рус. Радужный) град је у Русији у Владимирској области.

## Становништво
| 2002.  | 2010.  |
| ------ | ------ |
| 17.506 | 17.537 |